# Hockey Club Valpellice 2008-2009
Questa pagina contiene i dati relativi alla stagione hockeystica 2008-2009 della società di hockey su ghiaccio Hockey Club Valpellice.

## Roster

### Portieri
- Mark Demetz
- Marcello Platè

### Difensori
- Marcello Famà
- Andrea Ricca
- Luca Rivoira
- Florian Runer
- Marco Tremolaterra
- Turo Virta
- Luca Zandonella

### Attaccanti
- Gabriele Bonnet
- Pietro Canale
- Stefano Coco
- Francesco DeFrenza
- Vincent Ermacora
- Dino Grossi
- Patrice Lefebvre
- Valerio Mondon Marin
- Aleksandr Petrov
- Alex Silva
- Ismo Siren
- David Stricker
- Damian Surma
- Alessandro Viglianco
- Simone Vignolo

### Allenatore
- Massimo Da Rin